# Rutshuru (vattendrag)
Rutshuru är en flod i Uganda och Kongo-Kinshasa som rinner ut i Edwardsjön. I Uganda avvattnar den Lake Mutanda. I Kongo-Kinshasa rinner den genom provinsen Norra Kivu, i den östra delen av landet, 1 600 km öster om huvudstaden Kinshasa. Rutshuru betraktas som Vita Nilens kongolesiska källa.